# Оцепенение (животных)
Оцепенение — состояние резкого понижения жизненной активности, наступающее у холоднокровных (пойкилотермных) животных при недостатке влаги (летнее оцепенение) или при снижении температуры окружающей среды (зимнее, которое встречается гораздо чаще летнего). Характеризуется замедлением метаболизма, газообмена и других жизненных функций, отсутствием двигательной активности, прекращением питания и т. п.. 
Зимнее оцепенение свойственно многим живым организмам северных и умеренных широт, в том числе земноводным, рыбам, наземным и водным беспозвоночным, пресмыкающимся. Большинство животных, способных к зимнему  оцепенению, обладают возможностью переохлаждения организма, то есть к понижению температуры своего тела ниже 0° C без возникновения льда.
Аналогичное состояние гомойотермных животных носит название спячки; иногда спячку пернатых называют оцепенением.